# توماسو أريغوني
توماسو أريغوني (بالإيطالية: Tommaso Arrigoni)‏ (26 فبراير 1994 بتشيزينا في إيطاليا - ) هو لاعب كرة قدم إيطالي في مركز الوسط. لعب مع نادي تشيزينا ونادي سبال وTritium Calcio 1908 ‏ وForlì FC ‏ وSantarcangelo Calcio ‏.

## وصلات خارجية
- توماسو أريغوني على موقع قاعدة بيانات كرة القدم.إي يو (الإنجليزية)
- توماسو أريغوني على موقع عالم كرة القدم.نت (الإنجليزية)